# António Xavier Correia Barreto
António Xavier Correia Barreto (Lisboa, 5 de febrero de 1853-Sintra, 15 de agosto de 1939) fue un político y militar portugués.

## Biografía
Nacido el 5 de febrero de 1853 en Lisboa, ingresó en el ejército en 1870. Tras la instauración de la Primera República, fue designado ministro de la Guerra del Gobierno Provisional, cargo que ejerció entre el 5 de octubre de 1910 y el 3 de septiembre de 1911. Fue uno de los ministros del Gobierno Provisional que apostaron por una república igualitaria y democrática entrando en conflicto con los moderados que pretendían una república liberal. Correia Barreto, protagonista destacado de los profundos cambios experimentados en las fuerzas armadas con la llegada del régimen republicano, en diciembre de 1910 procedería a dar inicio a la depuración política del ejército junto a los llamados «Jóvenes Turcos». Volvería a repetir en dos ocasiones más como Ministro de la Guerra: entre el 16 de junio y el 9 de enero de 1913 y entre el 16 de febrero de 1922 y el 15 de noviembre de 1923, en sendos gabinetes Duarte Leite y António Maria da Silva.
Ocupó la presidencia de la Cámara Municipal de Lisboa entre 1913 y 1914.
Falleció el 15 de agosto de 1939 en Sintra.
Perteneció a la masonería.